# Duvic

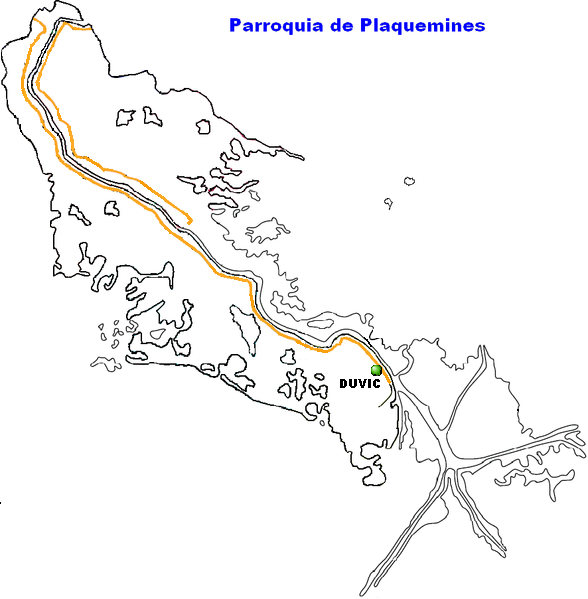
Localización de Duvic en el mapa de la Parroquia de Plaquemines.

Duvic es una pequeña comunidad ubicada sobre el delta del Misisipi, dentro de la parroquia de Plaquemines, en el estado de Luisiana, Estados Unidos.

## Geografía
La localidad de Duvic se localiza en 29°18′48″N 89°23′07″O / 29.31333, -89.38528. Esta comunidad posee menos de un metro de elevación sobre el nivel del mar, convirtiéndola una zona proclive a las inundaciones. Su población se compone de menos de doscientos habitantes. Esta comunidad se localiza a noventa y nueve kilómetros de Nueva Orleans la principal ciudad de todo el estado, y a 581 kilómetros del aeropuerto internacional más cercano, el (IAH) Houston George Bush Intercontinental Airport.